# Авилов, Владимир Васильевич (тайный советник)
Владимир Васильевич Авилов (?—1877) — российский педагог, тайный советник.
В 1837 году окончил с серебряной медалью 1-ю Московскую гимназию.
В службу вступил в 1841 году. Был старшим преподавателем 3-й Московской гимназии.
В 1856 году был назначен директором 2-й Московской гимназии; был награждён орденами Св. Станислава 2-й ст. с императорской короной (1859) и Св. Анны 2-й ст. (1860); 29 ноября 1862 года произведён в действительные статские советники.
В 1864 году назначен инспектором Московского университета.
Затем состоял для особых поручений при Главном управлении Военно-учебных заведений. Был награждён орденами Св. Владимира 3-й ст. (1866), Св. Анны 1-й ст. (1868) с императорской короной к этому ордену (1870).
Тайный советник с 16 апреля 1872 года. Умер в 1877 году.